# Fritz van Calker
Fritz van Calker (* 24. Oktober 1864 in Wesel (Niederrhein); † 15. Mai 1957 in Moosach (Bayern)) war ein deutscher Politiker und Strafrechtsprofessor. Von 1912 bis 1918 saß er für die Nationalliberale Partei (NLP), die als Honoratiorenpartei galt, für den Reichstagswahlkreis Pfalz (Bayern) 2 im Deutschen Reichstag. Der Fachwelt vor 1933 war Calker vor allem durch seine Mitherausgeberschaft der sechzehnbändigen vergleichenden Darstellung des deutschen und ausländischen Strafrechts bekannt. 
Als Doktorvater und Förderer von Carl Schmitt wird van Calker zum konservativ-nationalen Spektrum gezählt. Als Vorsitzender des Ausschusses für Rechtsfragen der Bevölkerungspolitik im Reichsinnenministerium war er intellektueller Wegbereiter nationalsozialistischer Bevölkerungspolitik wie Eugenik und Rassegesetzen.

## Leben und Werk
Fritz van Calker, der Sohn des Bürgermeisters von Wesel Wilhelm Otto van Calker und Bruder des Staatsrechtsprofessors Wilhelm van Calker, studierte Rechtswissenschaften an den Universitäten Freiburg, Berlin und München, wo er 1888 promoviert wurde. Als Schüler Franz von Liszts habilitierte er sich 1891 an der Martin-Luther-Universität Halle-Wittenberg für die Fächer Strafrecht, Strafprozess und Militärstrafrecht. Während seines Studiums wurde er Mitglied des Akademischen Gesangvereins München.
1896 wurde Calker auf ein Ordinariat an der Kaiser-Wilhelm-Universität in Straßburg berufen, wo er unter anderem als Doktorvater die Dissertationen einiger seiner später berühmt gewordenen Doktoranden betreute, etwa von Carl Schmitt oder dem neukantianischen Strafrechtsdenker Max Ernst Mayer. 1919 wurde van Calker in Straßburg seines Amtes enthoben und an der Technischen Hochschule München als ordentlicher Professor eingesetzt. Zugleich lehrte er als Honorarprofessor an der Ludwig-Maximilians-Universität. 1933, ein Jahr vor seiner Emeritierung, erhielt er dort ein etatmäßiges Ordinariat.
Calker verband in seinen Schriften strafrechtliche und allgemeinpolitische bzw. staats- und rechtstheoretische Fragen, etwa die nach dem Zusammenhang von Strafe, Recht und Moral. Diese theoretische Zugang war es auch, der Calker für Carl Schmitt und Max Ernst Mayer interessant gemacht hatte. Carl Schmitts Arbeit etwa lautete Gesetz und Urteil. Eine Untersuchung zum Problem der Rechtspraxis und beschäftigte sich u. a. mit der rechtsphilosophischen Begründung der richterlichen Entscheidung (die Schmitt vor allem in der Intersubjektivität erblickte). Calker verfasste aber auch einige staatsrechtliche oder politikwissenschaftliche Arbeiten (Grundzüge des deutschen Staatsrechts, 1925 oder Das Problem der richtigen Politik, 1926). In seiner politischen Arbeiten zeigte sich Calker zu dieser Zeit als wertorientierter Konservativer. Er war aber auch ein früher Parteiensoziologe, etwa wenn er in Wesen und Sinn der politischen Parteien, 1928 den Wandel des Parteienspektrums von der Interessens- zu Weltanschauungspartei diagnostizierte.
Während der Zeit des Nationalsozialismus war der Strafrechtler zur Zusammenarbeit mit NS-Institutionen bereit. So gehörte er bereits im September 1933 mit der Nummer 44 zu den hundert ersten Mitgliedern der nationalsozialistischen Akademie für deutsches Recht Hans Franks. In der Akademie fungierte er u. a. als Vorsitzender des Ausschusses für Rechtsfragen der Bevölkerungspolitik, der am 16. Juli 1934 gegründet wurde. „In der Eröffnungssitzung, der zahlreiche Vertreter des Reichsjustiz- und Reichsinnenministeriums beiwohnten, hielt Oberlandesgerichtspräsident  Bertram, Nürnberg, ein Referat über ‚Wichtige Bestimmungen des Gesetzes zur Bekämpfung der Geschlechtskrankheiten‘, das zu eingehenden Beratungen Anlaß gab.“ Van Calker war bereits zwischen 1916 und 1918 als Vorsitzender der Reichstagskommission für Bevölkerungspolitik mit einer rechtlichen Bekämpfung von Geschlechtskrankheiten befasst. Spätestens ab 1937 war van Calker auch auf Sitzungen des Ausschusses für Völkerrecht der Akademie für Deutsches Recht zusammen mit Axel von Freytagh-Loringhoven,  Werner Weber, Viktor Bruns (Gründungsvorsitzender des Ausschusses für Völkerrecht), Georg Dahm, Franz Exner, Wenzeslaus von Gleispach, Otto Koellreutter, Eduard Kohlrausch, Edmund Mezger, Johannes Nagler, Friedrich Schaffstein,  v. Scheurl-Defersdorf, Carl Schmitt und August Schoetensack anwesend.
Als Ausschussvorsitzender fand Calker lobende Worte für einen von ihm angeregten Vortrag des NS-Rassenhygienikers Falk Ruttke. Darin hieß es unter anderem:

„Der durch die deutschen Waffen unter der genialen Führung Adolf Hitlers dem Großdeutschen Reich erkämpfte Boden muß für alle Zukunft durch Kinderreichtum der erbtüchtigen und für das Deutsche Volk rassisch wertvollen Sippen gesichert werden.“

Im Jahr 1941 erhielt er die Goethe-Medaille für Kunst und Wissenschaft.

## Werke (Auswahl)
- Das Recht des Militärs zum administrativen Waffengebrauch (Dissertation), 1888
- Die Strafrechtliche Verantwortlichkeit für auf Befehl begangene Handlungen (Habilitation), 1891
- Strafrecht und Ethik. 1897
- Vergeltungsidee und Zweckgedanke im System der Freiheitsstrafen. 1898
- Ethische Werte im Strafrecht. 1904
- Hochverrat, Landesverrat und Majestätsbeleidigung. 1906
- Gesetzgebungspolitik und Rechtsvergleichung. 1909
- Die Reform der Gesetzgebung in Strafrecht und Strafprozess. 1910
- Vervollkommnungsidee und Entwicklungsgedanke im Strafrecht. 1910
- Strafrecht (Kommentar), 1916
- Recht und Weltanschauung. 1924
- Grundzüge des deutschen Staatsrechts. 1925
- Grundzüge des deutschen Verwaltungsrechts. 1925
- Das Problem der richtigen Politik. 1926
- Einführung in die Politik. 1927
- Wesen und Sinn der politischen Parteien. 1928